# Puente sobre el río Dolores
El Puente sobre el río Dolores (en inglés: Dolores River Bridge) es un puente a base de celosías que pasa sobre el río Dolores cerca de Bedrock, en el estado de Colorado al oeste de los Estados Unidos. Lleva a la carretera estatal 90 y está incluido en el Registro Nacional de Lugares Históricos de Estados Unidos (número de referencia 02001150). Tiene una longitud total de 125 pies (38,1 m) una anchura 23,9 pies (7,3 m), su mayor tramo alcanza los 128,9 pies (39,3 m), y posee una separación vertical de 15,6 m (51,2 pies).